# Live and Die for Hip Hop
"Жити і помирати за хіп-хоп" - це пісня американського реп-дуету Kris Kross, випущена як другий і останній сингл з їхнього третього альбому, Молоді, багаті і небезпечні (1996). Це їхній дев'ятий і останній сингл загалом, і в ній беруть участь реп-зірки Da Brat, Jermaine Dupri, Mr. Black, а також вокальні підтримки від зірки R&B Aaliyah. Пісня містить семпл з "Baby Come to Me" від Regina Belle. Пісня не була так успішною, як "Tonite's tha Night", однак здобула певний успіх, потрапивши на #72 у чарті Billboard Hot 100 та #11 у чарті Hot Rap Singles. Був зроблений ремікс з участю DJ Clark Kent.

## Критика
Larry Flick з журналу Billboard написав: "Новий і зрілий Kris Kross легко продовжуватиме збирати визнання і авторитет з цим другим синглом з чудового Молоді, багаті і небезпечні. Використовуючи семпли з "Baby Come To Me" від Regina Belle та "I Can't Believe" від Mother's Finest, продюсер Jermaine Dupri створює спокійний, душевний музичний настрій для хлопців, щоб розкрутити свої рифми—що вони роблять з впевненістю. Достатньо гладкий, щоб пройти на радіо топ-40. Перевірте це."

## Музичне відео
Супровідне музичне відео до "Жити і помирати за хіп-хоп" було зняте з Девідом Нельсоном і прем'єрно показане на каналах BET, MTV, MTV 2, VH-1 та Fuse у 1996 році.

## Список пісень синглу
1. "Жити і помирати за хіп-хоп" з участю Da Brat, Jermaine Dupri, Mr. Black та Aaliyah (розширена версія LP) - 4:49
2. "Жити і помирати за хіп-хоп" (розширена радіо версія) - 4:49
3. "Жити і помирати за хіп-хоп" (інструментальна версія LP) - 3:43
4. "Жити і помирати за хіп-хоп" з участю DJ Clark Kent (Мікс DJ Clark Kent) - 3:47
5. "Жити і помирати за хіп-хоп" (Інструментальний мікс DJ Clark Kent) - 3:47
6. "Tonite's tha Night" з участю Redman (ремікс) - 3:22